# Cerovnik
Cerovnik je selo u općini Josipdol, u Karlovačkoj županiji.
Nalazi se u kotlini ispod padina planine Kapele. Svojim položajem podsjeća na većinu planinskih sela u Hrvatskoj. 
Do početka rata 1991. godine činilo ga je pravoslavno i katoličko stanovništvo. Od 1991. čini ga uglavnom katoličko stanovništvo jer su sela, kao što su Prodanovići, spaljena i nisu razminirana. 
Selo Cerovnik je tijekom 1991. godine pretrpilo velika razaranja, i nalazilo se na liniji fronte. Stanovništvo se uglavnom bavi sitnom poljoprivredom i sitnim stočarstvom, a zbog udaljenosti centara život je veoma otežan i uglavnom se mladi odlučuju za odlazak u veće centre. Školovanje djece je također otežano i djeca se prevoze do škole u Josipdolu.

## Stanovništvo
- 2001. – 167
- 1991. – 228 (Hrvati – 168, Srbi – 53, Jugoslaveni – 4, ostali – 3)
- 1981. – 255 (Hrvati – 178, Srbi – 62, Jugoslaveni – 13, ostali – 2)
- 1971. – 365 (Hrvati – 278, Srbi – 84, ostali – 3)

| broj stanovnika | 588   | 530   | 524   | 626   | 629   | 577   | 513   | 547   | 343   | 495   | 490   | 365   | 255   | 228   | 167   | 144   | 131   |
|                 | 1857. | 1869. | 1880. | 1890. | 1900. | 1910. | 1921. | 1931. | 1948. | 1953. | 1961. | 1971. | 1981. | 1991. | 2001. | 2011. | 2021. |

## Poznate osobe
- Martin Davorin Krmpotić, hrv. svećenik, preporoditelj, misionar, esejist, službovao je kao kapelan u Cerovniku